# Edral
Edral es una freguesia portuguesa del municipio de Vinhais, con 26,47 km² de superficie y 265 habitantes (2001). Su densidad de población es de 10,0 hab/km².